# 1417

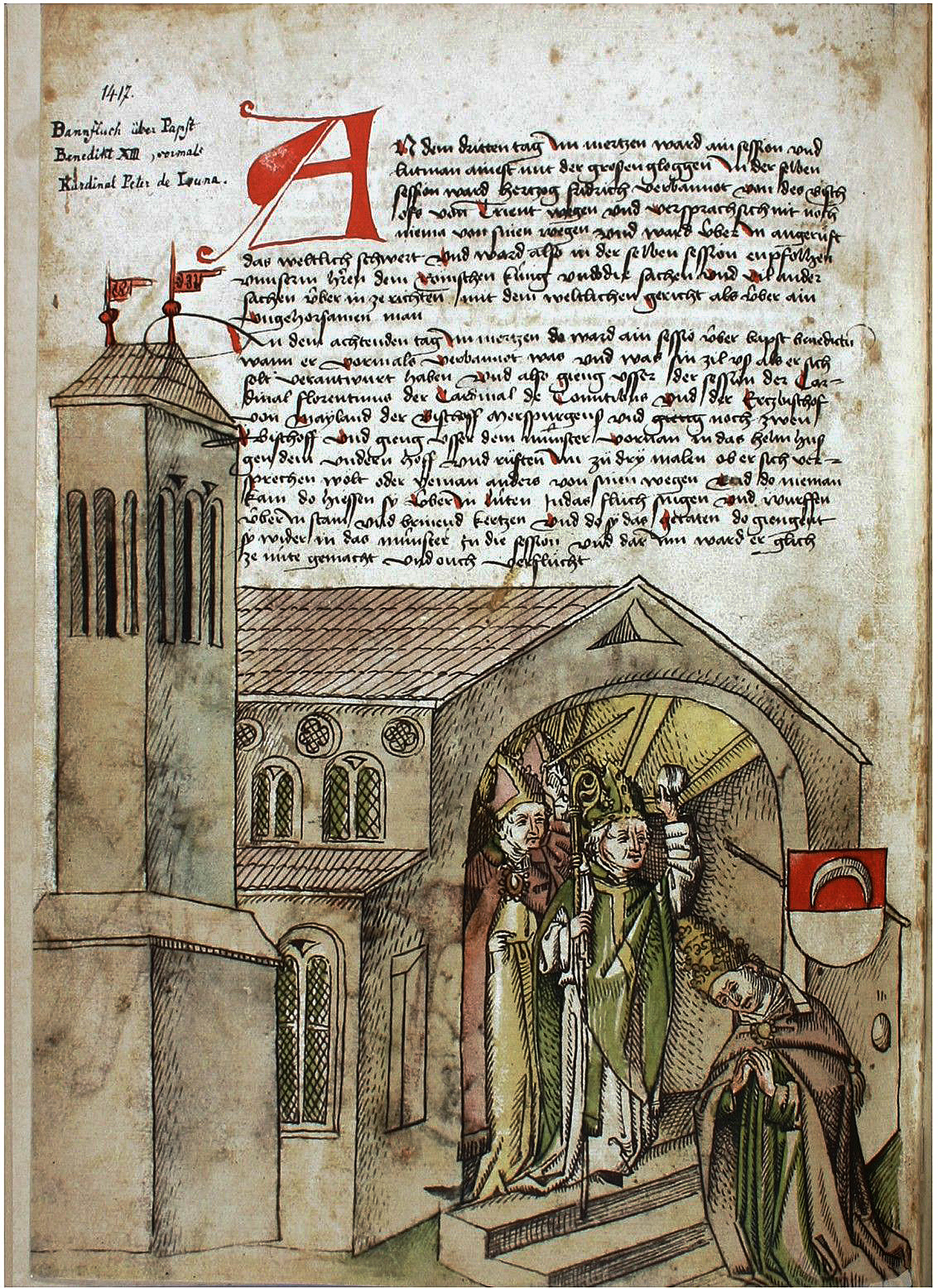
Tegenpaus Benedictus XIII wordt afgezet.

Het jaar 1417 is het 17e jaar in de 15e eeuw volgens de christelijke jaartelling.

## Gebeurtenissen
april
- april - De Armagnacs grijpen de macht in Parijs. Koningin Isabella van Beieren, een aanhanger van de Bourguignons, wordt verbannen naar Tours.

mei
- 2 - Wladislaus II Jagiello trouwt met Elisabeth van Pilitza

juni
- 18 - Slag bij Oxwerderzijl: De Schieringers onder aanvoering van Sicko Sjaerda proberen de stad Groningen en de Ommelanden te heroveren, maar worden verslagen door de Geallieerden onder Focko Ukena namens Keno II tom Brok.

juli
- 31 - In Biervliet verlooft Jacoba van Beieren zich met Jan IV van Brabant.

augustus
- 1 - Hendrik V landt opnieuw in Frankrijk, ditmaal met een kleinere vloot, aan de monding van de Touques, en begint de verovering van Normandië.

november
- 10 - Jan van Beieren, oom en rivaal van gravin Jacoba, wordt ingehuldigd als ruwaard van Dordrecht.
- 11 - pausverkiezing Martinus V als opvolger van Gregorius XII; kroning 21 november) -
- 21 - De Kabeljauwen onder Willem van Arkel nemen Gorinchem in.
- 24 november - Beleg van Gorinchem: Walraven I van Brederode belegert Gorinchem.

december
- 1 - Walraven I van Brederode herovert Gorinchem op Willem van Arkel. Gorinchem wordt definitief bij Holland ingelijfd.

Zonder datum
- Concilie van Konstanz
  - Na Johannes XXIII en Gregorius XII wordt ook tegenpaus Benedictus XIII afgezet. Einde van het Westers Schisma.
  - De tochten van de Flagellanten worden veroordeeld.
  - Kleef wordt verheven tot hertogdom.
- Keizer Sigismund van het Heilige Roomse Rijk bevestigt de Friese vrijheid.
- De Achterhaven in Delfshaven wordt gegraven.

## Opvolging
- Anjou, Maine, Provence en (titulair) Napels - Lodewijk II opgevolgd door zijn zoon Lodewijk III
- Granada - Yusuf III opgevolgd door Mohammed VIII
- Holland en Henegouwen - Willem VI opgevolgd door zijn dochter Jacoba van Beieren
- Lan Xang - Phaya Samsenthai opgevolgd door zijn zoon Lan Kham Deng
- Oost-Friesland - Keno tom Broke opgevolgd door zijn zoon Ocko II tom Brok
- Tenochtitlan (hueyi tlahtoani) - Huitzilihuitl opgevolgd door Chimalpopoca
- Vianden - Elisabeth van Sponheim-Kreuznach opgevolgd door Adolf I, Johan II ‘met de Helm’, Engelbrecht I en Johan III ‘de Jongere’ van Nassau-Siegen
- Württemberg - Everhard III opgevolgd door zijn zoon Everhard IV

## Afbeeldingen

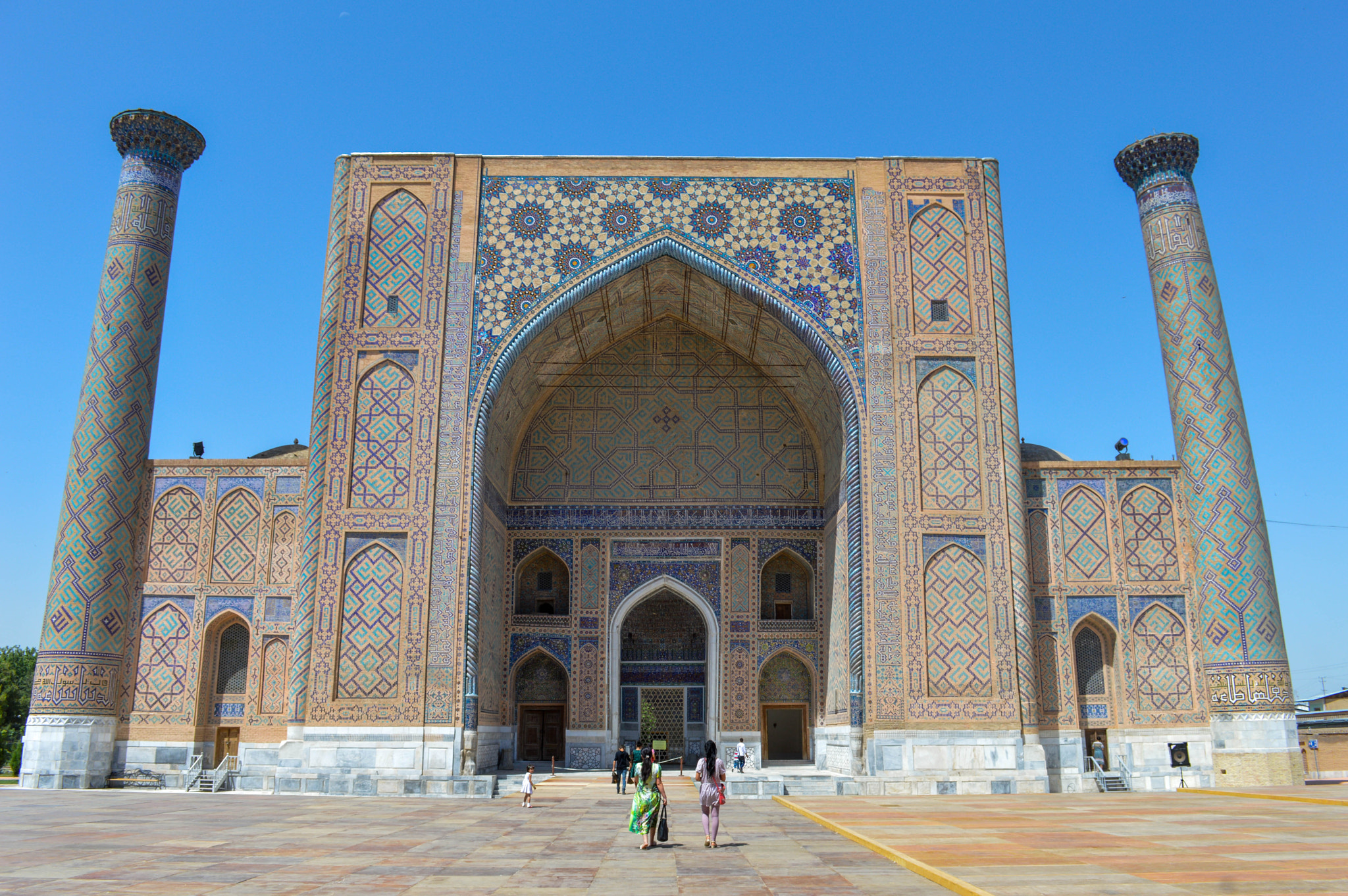
Ulugh Beg-madrassa, Registan, Samarkand (bouw begonnen 1417)
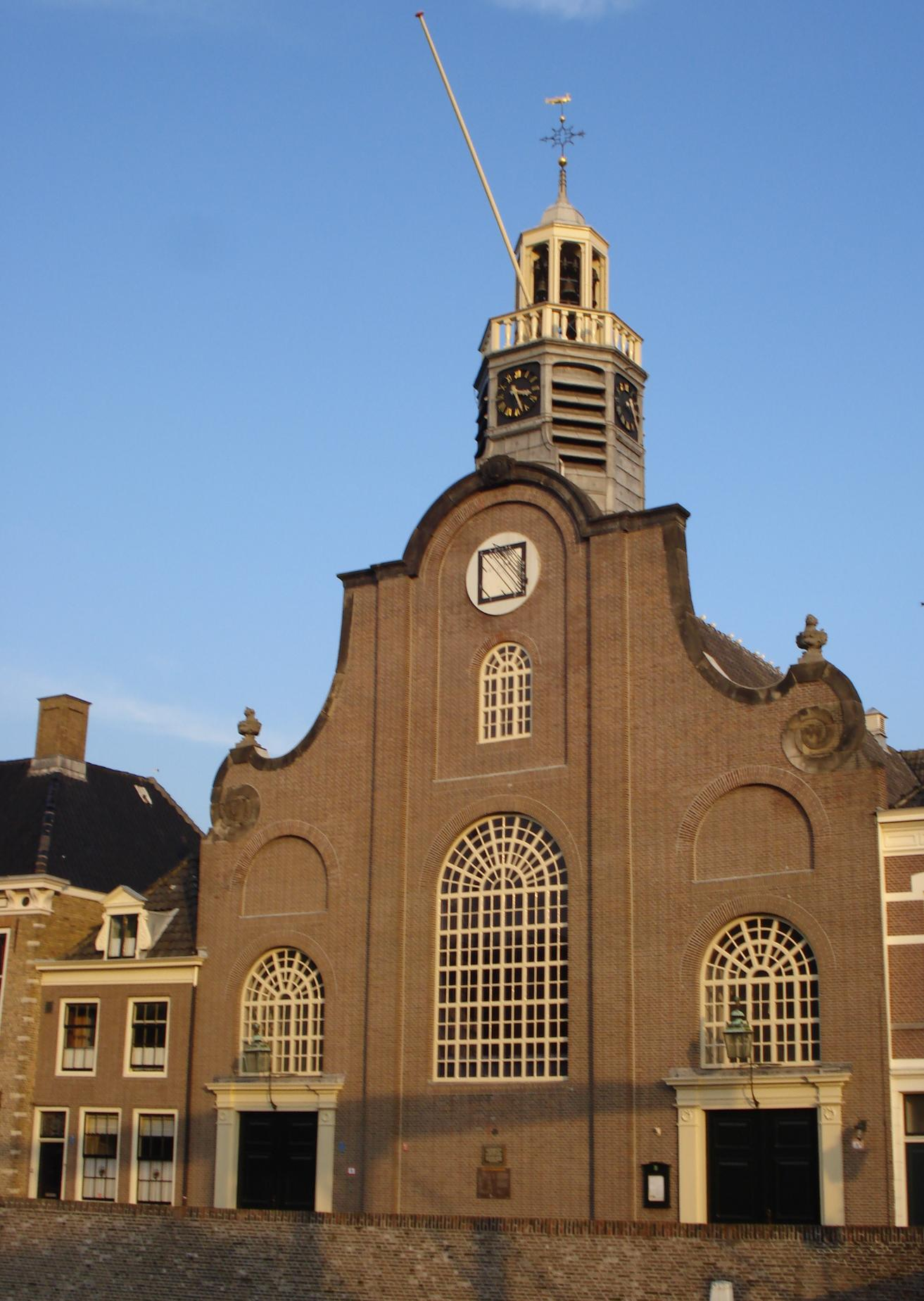
Oude of Pelgrimvaderskerk, Delfshaven (gebouwd 1417)
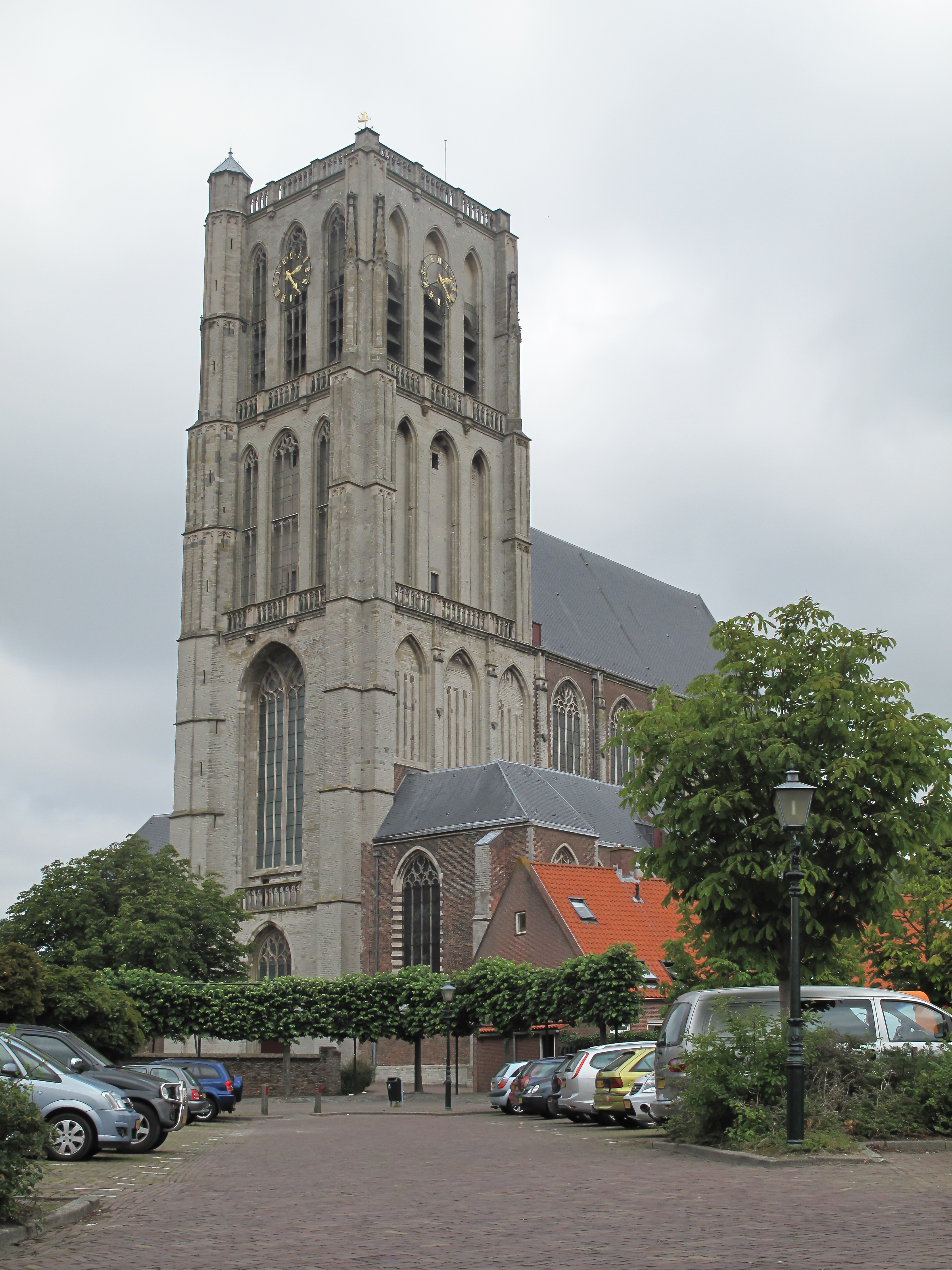
Grote of Sint-Catharijnekerk, Brielle (bouw begonnen 1417)

## Geboren
- 23 februari - Lodewijk IX, hertog van Beieren-Landshut
- 23 februari - Paulus II, paus (1464-1471)
- 26 april - Frederik I van Palts-Simmern, Duits edelman
- 25 mei - Katharina van Kleef, Duits edelvrouw
- 23 november - William FitzAlan, Engels edelman
- Domenico di Michelino, Florentijnse schilder
- Francesco II Crispos, hertog van Naxos
- George VIII, koning van Georgië (1446-1465)
- Jan II van Glymes, Brabants edelman
- Nicolaas van Flüe, Zwitsers kluizenaar
- Sigismondo Malatesta, Italiaans staatsman en filosoof
- Arnt van der Dussen, Brabants tapijtmaker en -koopman (jaartal bij benadering)
- Hendrik IV, hertog van Mecklenburg (jaartal bij benadering)

## Overleden
- 15 februari - Richard de Vere (31), Engels edelman
- 5 april - Jan van Touraine (18), Frans prins
- 29 april - Lodewijk II (39), hertog van Anjou (1384-1417)
- 9 mei - Johannes Cele, Noord-Nederlands docent
- 16 mei - Everhard III, graaf van Württemberg
- 31 mei - Willem VI (52), graaf van Holland en Henegouwen (1404-1417) (hondenbeet)
- 15 juli - Willem Eggert, Hollands edelman en bankier
- 16 augustus - Keno tom Broke, Oost-Fries hoofdeling
- 18 oktober - Gregorius XII (~88), paus (1405-1416)
- 1 december - Walraven I van Brederode, Hollands edelman
- 1 december - Willem van Arkel, Noord-Nederlands edelman
- 27 december - Lubert Hautscilt (~70), Zuid-Nederlands abt en wiskundige
- Phaya Samsenthai (60), koning van Lam Xang (1373-1417)
- Willem VI van Horne (~32), Nederlands edelman
- Huitzilihuitl, koning van Tenochtitlan (jaartal bij benadering)